# Leucanopsis cirphoides
Leucanopsis cirphoides är en fjärilsart som beskrevs av Rothschild 1916. Leucanopsis cirphoides ingår i släktet Leucanopsis och familjen björnspinnare. Inga underarter finns listade i Catalogue of Life.